# Чемпионат Шри-Ланки по футболу
Премьер-лига Шри-Ланки (англ. Sri Lanka Football Premier League) — национальное футбольное первенство, проводимое под эгидой Футбольной ассоциации Шри-Ланки.

## Участники сезона 2014
| - Эйр Форс - Арми - Блю Стар - Коломбо - Кристал Палас - Дон Боско - Джава Лейн - Калькутта Парк - Матара Сити - Нандимитра - Нави | - Негамбо Юс - Нью Янг - Пеликанс - Полис - Ратнам - Ренаун - Саундерс - Солид - Супер Сан - Тихарийя Юс - Ап Кантри Лайонс |

## Победители
Чемпионами были:

| - 1985: Саундерс - 1986: Саундерс - 1987: Саундерс - 1988: Олд Бенс - 1989: Саундерс - 1990: Ренаун - 1991: Саундерс - 1992: Саундерс - 1993: Ренаун - 1994: Ренаун - 1995: Петта Юнайтед - 1996: Саундерс - 1997: Саундерс - 1997-98: Ратнам - 1998-99: Саундерс | - 1999-00: Ратнам - 2000-01: Саундерс - 2001-02: Саундерс - 2002-03: Негамбо Юс - 2003-04: Блю Стар - 2004-05: Саундерс - 2005-06: Негамбо Юс - 2006-07: Ратнам - 2007-08: Ратнам - 2008/09: Арми - 2009/10: Ренаун - 2010/11: Дон Боско - 2011/12: Ратнам - 2013/14: Эйр Форс - 2014/15: Солид - 2015: Коломбо |

## Клубы-чемпионы
| Клуб          | Титулы |
| ------------- | ------ |
| Саундерс      | 12     |
| Ратнам        | 5      |
| Ренаун        | 4      |
| Негамбо Юс    | 2      |
| Олд Бенс      | 1      |
| Петта Юнайтед | 1      |
| Блю Стар      | 1      |
| Арми          | 1      |
| Дон Боско     | 1      |
| Эйр Форс      | 1      |
| Солид         | 1      |
| Коломбо       | 1      |